# 桂九ノ一
桂 九ノ一（かつら くのいち、1995年11月7日 - ）は大阪府豊中市出身の落語家。本名は前田 将輝。上方落語協会会員。

## 来歴・人物
豊中市立第九中学校、大阪府立箕面高等学校出身。身長180cm。
お笑いがやりたくてNSCに入るも、「これはなんか違う」と3日ほどで辞める。ブラブラしていたが、母校の50周年式典で落語をやっていた桂九雀のことを思い出し、アフロヘアーのままで、しかも落語のことは何もしらないまま入門志願。2016年3月1日桂九雀へ入門。同日、「いきなり(^o^)九雀の日」（豊中市立伝統芸能館）で「東の旅　発端」で初舞台。2016年同期入門には、笑福亭鶴太（2022年2月廃業）と桂福龍がいる。
入門当時は九雀宅へ住込みで修行していたが、7月の参議院選挙で師匠から選挙の投票へ行くように促され、実家に戻ったことをきっかけに、通い弟子となった。
九雀から「年季明けは、20本のネタをあげること」を条件とされ、内弟子4年かけた2020年5月に年季明け。「年季の明けた弟子には、師匠が、黒紋付の着物と羽織を誂えてやるのが習わし」なのだが、折りしも新型コロナウイルスのあおりを受け、各種落語会やイベントが中止されている事情もあり、九雀が黒紋付を誂えてやることができなかった。そこで年季明けすぐの落語家には極めて珍しい「桂九ノ一 年季明け記念7日間連続落語会  紋付を作ろう」という一種のクラウドファンディング的な落語会をツギハギ荘で開催（2020年10月5日から11日）。この7日間は毎日、九ノ一が毎回3本のネタと、中トリに九雀が1本のネタという番組構成。お客さんからの入場料（予約2500円 当日3000円）で無事、黒紋付の着物と羽織をつくることができた。
音楽好きであることを公言しており、バンドでベースを担当していたこともある。他にエレキギター、アコースティックギター、エレキベース、ウッドベースを所持している。バンドマンとしての経験を活かして、音楽と落語を組み合わせた芸を披露したこともある。
噺家ばかりで組むバンド｢落語ウルフ｣のベーシストとしても活躍(他メンバー   Gt.Vo:露の新幸、 Dr.Vo:桂りょうば  )。
2025年7月25日、フジロックフェスティバルのBLUE GALAXYに「桂九ノ一」名義でDJとして出演した。
笑福亭笑利と共に、笑福亭笑利のなんでもつくるチャンネル内で、YouTube番組「いっきょいラジオ」を配信中。